# أوزموند إنغرام
أوزموند إنغرام (بالإنجليزية: Osmond Ingram)‏ هو عسكري أمريكي، ولد في 4 أغسطس 1887 في أونيونتا في الولايات المتحدة، وتوفي في 15 أكتوبر 1917 في البحر الكلتي.